# Amici di Maria De Filippi (decima edizione, fase iniziale)
La decima edizione del talent show musicale Amici di Maria De Filippi è andata in onda nella sua fase iniziale dal 2 ottobre 2010 al 1 gennaio 2011 su Canale 5 nella fascia pomeridiana dal lunedì al venerdì dalle 16:15 alle 16:50, il sabato pomeriggio con la puntata speciale in onda dalle 14:10 alle 16:00 con la conduzione di Maria De Filippi; e su La5 dal lunedì al venerdì dalle 18:15 alle 19:15 con le strisce quotidiane registrate. Da martedì 11 gennaio con la prima puntata in prima serata è iniziata la fase serale di questa edizione.
In questa edizione sono state abolite le squadre poiché ci sono due gironi distinti: uno per il canto e uno per il ballo. Si avranno quindi due vincitori. Quest'anno i concorrenti sono divisi in titolari ed aspiranti. Gli ultimi, ogni sabato, per un numero determinato di volte, possono andare davanti alla commissione esterna che deciderà se possono diventare titolari oppure no.
Nuovi ingressi anche per quanto riguarda il corpo insegnanti. Per il canto c'è il ritorno di Luca Jurman e l'ingresso di Maria Grazia Fontana e Dado Parisini. Per il ballo invece al posto di Steve La Chance entrano Carl Portal e Luciano Cannito.

## Regolamento
Il regolamento della fase iniziale prevede la suddivisione della classe in titolari ed aspiranti, distinti nelle categorie di cantanti e ballerini. Le lezioni possono essere seguite da tutti, titolari e aspiranti, con la differenza che solo i titolari sono sottoposti al televoto del pubblico.
I titolari, ogni sabato, devono ottenere la sufficienza da tutti i componenti della commissione esterna. I titolari che ottengono un'insufficienza sono a rischio eliminazione.
Gli aspiranti, ogni sabato, potranno andare davanti alla commissione esterna. Se otterranno la sufficienza da tutti i membri della commissione esterna diventeranno titolari.
Come ogni anno ci saranno anche le sfide con gli sfidanti esterni alla scuola.
Non c'è un numero minimo di allievi nella scuola.

## Titolari
Di seguito vengono riportati i concorrenti ammessi come titolari nello speciale di sabato 2 ottobre 2010; i professori nella puntata del 24 novembre 2010 scelgono chi seguire.
 BALLERINI 
- Vito Conversano - allievo di: Luciano Cannito
- Andrea Condorelli - allievo di: Carl Portal
- Debora Di Giovanni - allieva di: Alessandra Celentano
- Michelle Vitrano
- Giulia Pauselli - allieva di: Garrison

 CANTANTI 
- Annalisa Scarrone - allieva di: Rudy Zerbi
- Stefan "Di Maria" Poole
- Giorgia Urrico - allieva di: Luca Jurman
- Virginio Simonelli - allievo di: Rudy Zerbi
- Antonio Mungari - allievo di: Luca Jurman
- Francesca Nicolì - allieva di: Maria Grazia Fontana
- Gabriella Culletta - allieva di: Dado Parisini

Nel corso del programma hanno ottenuto il banco anche i seguenti ragazzi:
 BALLERINI 
- Riccardo Riccio  - allievo di: Luciano Cannito 
- supera l'esame della Commissione Esterna di Ballo
- Paolo Cervellera 
- supera l'esame della Commissione Esterna di Ballo
- Denny Lodi  - allievo di: Alessandra Celentano 
- voluto dalla Commissione Interna di Ballo
- Costantino Imperatore  - allievo di: Garrison 
- voluto fortemente da Garrison

 CANTANTI 
- Diana Del Bufalo - allieva di: Maria Grazia Fontana 
- supera l'esame della Commissione Esterna di Canto
- Alessandro Paparusso 
- supera l'esame della Commissione Esterna di Canto
- Arnaldo Santoro  - allievo di: Grazia Di Michele 
- vince la sfida contro Stefan Di Maria Poole
- Antonella Lafortezza  - allieva di: Luca Jurman 
- vince la sfida di ingresso contro Marta Pedoni e Maddalena Solinas
- Andrea Vigentini - allievo di: Grazia Di Michele 
- voluto dalla Commissione Interna di Canto

## Aspiranti
BALLERINI 
- Lisa Baldi
- Martina Calcagno
- Paolo Cervellera
- Raffaele D'Anna
- Dario Di Blanca
- Costantino Imperatore
- Giulia Palermi
- Veronica Paradiso
- Riccardo Riccio
- Francesca Spinetti
- Gessica Taghetti
- Filippo Terlizzi

 CANTANTI 
- Daniele Blaquier
- Massimiliano Bruno
- Ivan Cardia
- Cristiano Carta
- Davide Caruso
- Matteo Cazzato
- Ottavio De Stefano
- Diana Del Bufalo
- Giuseppe Di Paola
- Federico Fattinger
- Antonella Lafortezza
- Gessica Notaro
- Alessandro Paparusso
- Morena Parlagreco
- Marta Pedoni
- Arnaldo Santoro
- Emanuela Serrone
- Maddalena Solinas

## Commissione interna
- Luca Zanforlin - responsabile di produzione
- Grazia Di Michele - insegnante di canto
- Luca Jurman - insegnante di canto
- Maria Grazia Fontana - insegnante di canto
- Dado Parisini - insegnante di canto
- Rudy Zerbi - insegnante di canto
- Garrison Rochelle - insegnante di ballo (danza moderna)
- Alessandra Celentano - insegnante di ballo (danza classica)
- Luciano Cannito - insegnante di ballo (danza neoclassica)
- Carl Portal - insegnante di ballo (danza jazz)
- Marco Garofalo - insegnante di ballo (danza moderna)
- Michele Villanova - insegnante di ballo (danza classica)

## Svolgimento della fase iniziale

### Classifica di gradimento
Nel tabellone sono indicate le posizioni dei singoli concorrenti nella classifica di gradimento settimanale.
Legenda

     1º Classificato(per categoria) /Accede al serale
     New Entry
     Eliminato/a
     Ottiene la fascia d'oro

     Sospeso/Espulso/Ritirato

 CANTANTE
 BALLERINO/A
| 1º  | Antonio   | Antonio   | Stabile | Antonio   | Stabile  | Antonio   | Stabile | Antonio   | Stabile    | Antonio    | Stabile   | Antonio   | Stabile    | Antonio   | Stabile | Antonio    | Stabile   | Antonio    | Stabile   | Antonio   | Stabile    |         |
| 2º  | Debora    | Annalisa  | +2      | Virginio  | +1       | Virginio  | Stabile | Diana     | NE         | Virginio   | +1        | Virginio  | Stabile    | Virginio  | Stabile | Antonella  | +2        | Andrea     | +9        | Riccardo  | +6         |         |
| 3º  | Virginio  | Virginio  | Stabile | Debora    | +3       | Stefan    | +4      | Virginio  | -1         | Francesca  | +4        | Francesca | Stabile    | Francesca | Stabile | Riccardo   | +4        | Debora     | +4        | Andrea    | -1         |         |
| 4º  | Annalisa  | Francesca | +2      | Francesca | Stabile  | Debora    | -1      | Debora    | Stabile    | Diana      | -2        | Riccardo  | +3         | Antonella | NE      | Annalisa   | +5        | Antonella  | -2        | Antonella | Stabile    |         |
| 5º  | Gabriella | Stefan    | +5      | Annalisa  | -3       | Francesca | -1      | Giorgia   | +5         | Giorgia    | Stabile   | Giorgia   | Stabile    | Debora    | +3      | Virginio   | -3        | Virginio   | Stabile   | Andrea V. | +9         |         |
| 6º  | Francesca | Debora    | -4      | Andrea    | +1       | Riccardo  | +7      | Riccardo  | Stabile    | Debora     | Stabile   | Diana     | -2         | Diana     | Stabile | Diana      | Stabile   | Giorgia    | +6        | Giorgia   | Stabile    |         |
| 7º  | Andrea    | Andrea    | Stabile | Stefan    | -2       | Andrea    | -1      | Francesca | -2         | Riccardo   | -3        | Andrea    | +3         | Riccardo  | -3      | Debora     | -2        | Francesca  | +2        | Francesca | Stabile    |         |
| 8º  | Giorgia   | Giorgia   | Stabile | Gabriella | +2       | Annalisa  | -3      | Annalisa  | Stabile    | Annalisa   | Stabile   | Debora    | -2         | Giorgia   | -3      | Andrea V.  | NE        | Riccardo   | -5        | Diana     | +2         |         |
| 9º  | Michelle  | Giulia    | +3      | Giorgia   | -1       | Giulia    | +1      | Andrea    | -2         | Alessandro | +5        | Annalisa  | -1         | Annalisa  | Stabile | Francesca  | -6        | Annalisa   | -5        | Debora    | -6         |         |
| 10º | Stefan    | Gabriella | -5      | Giulia    | -1       | Giorgia   | -1      | Stefan    | -7         | Andrea     | -1        | Arnaldo   | NE         | Andrea    | -3      | Costantino | NE        | Diana      | -4        | Annalisa  | -1         |         |
| 11º | Vito      | Vito      | Stabile | Michelle  | +1       | Gabriella | -3      | Paolo     | +3         | Stefan     | -1        | Gabriella | +2         | Arnaldo   | -1      | Andrea     | -1        | Giulia     | +2        | Virginio  | -6         |         |
| 12º | Giulia    | Michelle  | -3      | Vito      | -1       | Michelle  | -1      | Gabriella | -1         | Giulia     | +1        | Giulia    | Stabile    | Gabriella | -1      | Giorgia    | -4        | Costantino | -2        | Giulia    | -1         |         |
| 13º |           |           |         |           | Riccardo | NE        | Vito    | -1        | Giulia     | -4         | Gabriella | -1        | Alessandro | -4        | Giulia  | -1         | Giulia    | Stabile    | Gabriella | +3        | Costantino | -1      |
| 14º |           |           |         |           |          |           | Paolo   | NE        | Alessandro | NE         | Vito      | +1        | Vito       | Stabile   | Vito    | Stabile    | Vito      | Stabile    | Andrea    | -6        | Arnaldo    | +1      |
| 15º |           |           |         |           |          |           |         |           | Vito       | -2         | Paolo     | -4        | Paolo      | Stabile   |         |            | Denny     | NE         | Arnaldo   | +2        | Vito       | +2      |
| 16º |           |           |         |           |          |           |         |           |            |            |           |           |            |           |         |            | Gabriella | -4         | Denny     | -1        | Denny      | Stabile |
| 17º |           |           |         |           |          |           |         |           |            |            |           |           |            |           |         |            | Arnaldo   | -6         | Vito      | -3        |            |         |

### Settimana 1
Con la puntata di sabato 2 ottobre 2010 si è formata la nuova classe composta di 12 alunni e suddivisi in 7 cantanti e 5 ballerini.

Durante la puntata di sabato 9 ottobre 2010 si è svolta la prima serie di verifiche settimanali di fronte alla commissione esterna.

Alla votazione per le esibizioni hanno preso parte i seguenti commissari esterni:
BALLO
- Eric Vu An
- Donatella Bertozzi - Il Messaggero
- Ricardo Nunez

CANTO
- Peppe Vessicchio

DISCOGRAFICI
- Marco Alboni - EMI
- Brando - Ultrasuoni
- Marcello Balestra - Warner
- Daniele Menci - Sony
- Alessandro Massara - Universal

GIORNALISTI
- Andrea Laffranchi - Corriere della Sera
- Paolo Giordano - Il Giornale
- Luca Dondoni - La Stampa

|                 |                                       | VITO                                  | VITO                                  | VITO                            |                                 | ANTONIO                         | ANTONIO                          | ANTONIO                          |                                  | MICHELLE                | MICHELLE                | MICHELLE                |          | ANNALISA | ANNALISA | ANNALISA |
| Esibizione:     | Assolo "James - La Silfide" (Cannito) | Assolo "James - La Silfide" (Cannito) | Assolo "James - La Silfide" (Cannito) | Mentre tutto scorre - Negramaro | Mentre tutto scorre - Negramaro | Mentre tutto scorre - Negramaro | Assolo "Keep it cool" (Garrison) | Assolo "Keep it cool" (Garrison) | Assolo "Keep it cool" (Garrison) | Solo- Annalisa Scarrone | Solo- Annalisa Scarrone | Solo- Annalisa Scarrone |          |          |          |          |
| Giudici:        | Vu An                                 | Bertozzi                              | Nunez                                 | Vessicchio                      | Discografici                    | Giornalisti                     | Vu An                            | Bertozzi                         | Nunez                            | Vessicchio              | Discografici            | Giornalisti             |          |          |          |          |
| Esito verifica: | 8                                     | 7                                     | 8                                     | 6                               | 6                               | 6                               | 8                                | 7                                | 7                                | 7                       | 8.3                     | 8                       |          |          |          |          |
|                 | SUPERATO                              | SUPERATO                              | SUPERATO                              | SUPERATO                        | SUPERATO                        | SUPERATO                        | SUPERATO                         | SUPERATO                         | SUPERATO                         | SUPERATO                | SUPERATO                | SUPERATO                | SUPERATO | SUPERATO | SUPERATO | SUPERATO |

|                 |                                   | DEBORA                            | DEBORA                            | DEBORA                                |                                       | VIRGINIO                              | VIRGINIO                            | VIRGINIO                            |                                     | GIORGIA               | GIORGIA               | GIORGIA               |              | STEFAN       | STEFAN       | STEFAN       |
| Esibizione:     | Variazione "Bajadere" (Celentano) | Variazione "Bajadere" (Celentano) | Variazione "Bajadere" (Celentano) | Non ha importanza- Virginio Simonelli | Non ha importanza- Virginio Simonelli | Non ha importanza- Virginio Simonelli | Il mare d'inverno - Loredana Bertè' | Il mare d'inverno - Loredana Bertè' | Il mare d'inverno - Loredana Bertè' | Bagagge- John Fogerty | Bagagge- John Fogerty | Bagagge- John Fogerty |              |              |              |              |
| Giudici:        | Vu An                             | Bertozzi                          | Nunez                             | Vessicchio                            | Discografici                          | Giornalisti                           | Vessicchio                          | Discografici                        | Giornalisti                         | Vessicchio            | Discografici          | Giornalisti           |              |              |              |              |
| Esito verifica: | 9                                 | 8                                 | 8                                 | 6                                     | 6                                     | 6                                     | 6                                   | 6                                   | 6                                   | 6                     | 5                     | 6                     |              |              |              |              |
|                 | SUPERATO                          | SUPERATO                          | SUPERATO                          | SUPERATO                              | SUPERATO                              | SUPERATO                              | SUPERATO                            | SUPERATO                            | SUPERATO                            | SUPERATO              | SUPERATO              | SUPERATO              | NON SUPERATO | NON SUPERATO | NON SUPERATO | NON SUPERATO |

|                 |                        | GABRIELLA              | GABRIELLA              | GABRIELLA                             |                                       | FRANCESCA                             | FRANCESCA                        | FRANCESCA                        |                                  | GIULIA                           | GIULIA                           | GIULIA                           |          | ANDREA   | ANDREA   | ANDREA   |
| Esibizione:     | Vivimi - Laura Pausini | Vivimi - Laura Pausini | Vivimi - Laura Pausini | Destinazione paradiso - Laura Pausini | Destinazione paradiso - Laura Pausini | Destinazione paradiso - Laura Pausini | Assolo "Keep it cool" (Garrison) | Assolo "Keep it cool" (Garrison) | Assolo "Keep it cool" (Garrison) | Assolo "Feeling good" (Garrison) | Assolo "Feeling good" (Garrison) | Assolo "Feeling good" (Garrison) |          |          |          |          |
| Giudici:        | Vessicchio             | Discografici           | Giornalisti            | Vessicchio                            | Discografici                          | Giornalisti                           | Vu An                            | Bertozzi                         | Nunez                            | Vu An                            | Bertozzi                         | Nunez                            |          |          |          |          |
| Esito verifica: | 6                      | 6                      | 6                      | 6                                     | 7                                     | 6.6                                   | 8                                | 7                                | 7                                | 7                                | 6                                | 7                                |          |          |          |          |
|                 | SUPERATO               | SUPERATO               | SUPERATO               | SUPERATO                              | SUPERATO                              | SUPERATO                              | SUPERATO                         | SUPERATO                         | SUPERATO                         | SUPERATO                         | SUPERATO                         | SUPERATO                         | SUPERATO | SUPERATO | SUPERATO | SUPERATO |

L'aspirante Daniele Blaquier svolge l'esame di ammissione alla classe titolare.
- Prove svolte:
  - 1 PROVA: Sittin' on the dock on the bay
  - 2 PROVA: Alice - Francesco De Gregori
  - 3 PROVA: Imbranato - Tiziano Ferro
  - 4 PROVA: Non è facile - Mina

### Settimana 2
Durante la puntata di sabato 16 ottobre 2010 si è svolta la seconda serie di verifiche settimanali di fronte alla commissione esterna.

Alla votazione per le esibizioni hanno preso parte i seguenti commissari esterni:
BALLO
- Francesca Bernabini - direttore Danzasì
- Eric Vu An
- Anna Prina

CANTO
- Peppe Vessicchio

DISCOGRAFICI
- Marco Alboni - EMI
- Brando - Ultrasuoni
- Marcello Balestra - Warner
- Daniele Menci - Sony
- Alessandro Massara - Universal

GIORNALISTI
- Andrea Laffranchi - Corriere della Sera
- Paolo Giordano - Il Giornale
- Luca Dondoni - La Stampa

|                 |                                           | GABRIELLA                                 | GABRIELLA                                 | GABRIELLA                   |                             | GIULIA                      | GIULIA                    | GIULIA                    |                           | STEFAN                      | STEFAN                      | STEFAN                      |          | MICHELLE | MICHELLE | MICHELLE |
| Esibizione:     | E non finisce mica il cielo - Mia Martini | E non finisce mica il cielo - Mia Martini | E non finisce mica il cielo - Mia Martini | Passo a 2 "Loca" (Garrison) | Passo a 2 "Loca" (Garrison) | Passo a 2 "Loca" (Garrison) | Space cowboy - Jamiroquai | Space cowboy - Jamiroquai | Space cowboy - Jamiroquai | Passo a 2 "Listen" (Portal) | Passo a 2 "Listen" (Portal) | Passo a 2 "Listen" (Portal) |          |          |          |          |
| Giudici:        | Vessicchio                                | Discografici                              | Giornalisti                               | Prina                       | Vu An                       | Bernabini                   | Vessicchio                | Discografici              | Giornalisti               | Prina                       | Vu An                       | Bernabini                   |          |          |          |          |
| Esito verifica: | 7                                         | 7                                         | 7                                         | 7                           | 8                           | 8                           | 7                         | 7                         | 7                         | 6                           | 8                           | 7                           |          |          |          |          |
|                 | SUPERATO                                  | SUPERATO                                  | SUPERATO                                  | SUPERATO                    | SUPERATO                    | SUPERATO                    | SUPERATO                  | SUPERATO                  | SUPERATO                  | SUPERATO                    | SUPERATO                    | SUPERATO                    | SUPERATO | SUPERATO | SUPERATO | SUPERATO |

|                 |                 | ANNALISA        | ANNALISA        | ANNALISA            |                     | ANTONIO             | ANTONIO                          | ANTONIO                          |                                  | ANDREA                                       | ANDREA                                       | ANDREA                                       |          | VIRGINIO | VIRGINIO | VIRGINIO |
| Esibizione:     | Emozioni - Mina | Emozioni - Mina | Emozioni - Mina | Laura non c'è - Nek | Laura non c'è - Nek | Laura non c'è - Nek | Assolo "La vie en rose" (Portal) | Assolo "La vie en rose" (Portal) | Assolo "La vie en rose" (Portal) | Quando finisce un amore - Riccardo Cocciante | Quando finisce un amore - Riccardo Cocciante | Quando finisce un amore - Riccardo Cocciante |          |          |          |          |
| Giudici:        | Vessicchio      | Discografici    | Giornalisti     | Vessicchio          | Discografici        | Giornalisti         | Prina                            | Vu An                            | Bernabini                        | Vessicchio                                   | Discografici                                 | Giornalisti                                  |          |          |          |          |
| Esito verifica: | 8               | 8.6             | 8.3             | 6                   | 6                   | 5                   | 6                                | 8                                | 7                                | 7                                            | 6.3                                          | 6                                            |          |          |          |          |
|                 | SUPERATO        | SUPERATO        | SUPERATO        | SUPERATO            | NON SUPERATO        | NON SUPERATO        | NON SUPERATO                     | NON SUPERATO                     | SUPERATO                         | SUPERATO                                     | SUPERATO                                     | SUPERATO                                     | SUPERATO | SUPERATO | SUPERATO | SUPERATO |

|                 |                                           | DEBORA                                    | DEBORA                                    | DEBORA                               |                                      | GIORGIA                              | GIORGIA            | GIORGIA            |                    | FRANCESCA                                 | FRANCESCA                                 | FRANCESCA                                 |          | VITO     | VITO     | VITO     |
| Esibizione:     | Variazione "Lo schiaccianoci" (Celentano) | Variazione "Lo schiaccianoci" (Celentano) | Variazione "Lo schiaccianoci" (Celentano) | La tua ragazza sempre - Irene Grandi | La tua ragazza sempre - Irene Grandi | La tua ragazza sempre - Irene Grandi | Why - Annie Lennox | Why - Annie Lennox | Why - Annie Lennox | Variazione "Lo schiaccianoci" (Celentano) | Variazione "Lo schiaccianoci" (Celentano) | Variazione "Lo schiaccianoci" (Celentano) |          |          |          |          |
| Giudici:        | Prina                                     | Vu An                                     | Bernabini                                 | Vessicchio                           | Discografici                         | Giornalisti                          | Vessicchio         | Discografici       | Giornalisti        | Prina                                     | Vu An                                     | Bernabini                                 |          |          |          |          |
| Esito verifica: | 8                                         | 9                                         | 9                                         | 6                                    | 6                                    | 6                                    | 7                  | 7.3                | 7.3                | 7                                         | 8                                         | 7                                         |          |          |          |          |
|                 | SUPERATO                                  | SUPERATO                                  | SUPERATO                                  | SUPERATO                             | SUPERATO                             | SUPERATO                             | SUPERATO           | SUPERATO           | SUPERATO           | SUPERATO                                  | SUPERATO                                  | SUPERATO                                  | SUPERATO | SUPERATO | SUPERATO | SUPERATO |

L'aspirante Riccardo Riccio svolge l'esame di ammissione alla classe titolare.
- Prove svolte:
  - 1 PROVA: Passo a 2 " Heavy cross" (Portal)
  - 2 PROVA: Variazione "Lo schiaccianoci" (Celentano)
  - 3 PROVA: Assolo "Feeling good" (Garrison)
  - 4 PROVA: Variazione "James - La Silfide" (Cannito)

### Settimana 3
Durante la puntata di sabato 23 ottobre 2010 si è svolta la terza serie di verifiche settimanali di fronte alla commissione esterna.

Inoltre Maria De Filippi annuncia ai ragazzi una novità: cioè essendo i tempi di produzione di Amici diminuiti gli allievi sono stati precedentemente valutati, a eccezione su chi la commissione esterna ha avuto alcuni dubbi e per questo avranno la possibilità di esibirsi sabato.

Alla votazione per le esibizioni hanno preso parte i seguenti commissari esterni:
BALLO
- Gonzalo Garcia - New York City Ballet
- Anna Prina
- Roger Salas - El Pais

CANTO
- Peppe Vessicchio

DISCOGRAFICI
- Marco Alboni - EMI
- Brando - Ultrasuoni
- Daniele Menci - Sony
- Marcello Balestra - Warner
- Alessandro Massara - Universal

GIORNALISTI
- Paolo Giordano - Il Giornale
- Andrea Laffranchi - Corriere della Sera
- Luca Dondoni - La Stampa

Hanno avuto la possibilità di esibirsi sabato:
|                 |                                 | ANDREA                          | ANDREA                          | ANDREA                                  |                                         | DEBORA                                  | DEBORA   | DEBORA   |
| Esibizione:     | Assolo "Sono già solo" (Portal) | Assolo "Sono già solo" (Portal) | Assolo "Sono già solo" (Portal) | Variazione "Diana e Acteon" (Celentano) | Variazione "Diana e Acteon" (Celentano) | Variazione "Diana e Acteon" (Celentano) |          |          |
| Giudici:        | Salas                           | Prina                           | Garcia                          | Salas                                   | Prina                                   | Garcia                                  |          |          |
| Esito verifica: | 4                               | 6                               | 7                               | 8                                       | 8                                       | 9                                       |          |          |
|                 | NON SUPERATO                    | NON SUPERATO                    | NON SUPERATO                    | NON SUPERATO                            | SUPERATO                                | SUPERATO                                | SUPERATO | SUPERATO |

Sono inoltre risultati insufficienti: Riccardo, Gabriella, Stefan e Antonio

Durante la terza puntata si è svolta la sfida di Francesca:
- Commissari estern: Commissione esterna di Canto
- Prove svolte:
  - 1 PROVA: Pazza idea - Patty Pravo
  - 2 PROVA: True colors - Cindy lauper
  - 3 PROVA: Cavallo di battaglia

### Settimana 4
Durante la puntata di sabato 30 ottobre 2010 Maria De Filippi annuncia dei casi particolari: Vito oltre ad essere infortunato è in attesa di provvedimento disciplinare per aver dato della
scema alla Celentano,altra infortunata Debora.
Invece la Celentano annuncia che ha intenzione di mettere in discussione i banchi di Michelle e Paolo entrato solo pochi giorni prima.
La Celentano per Michelle ottiene l'unanimità e la ballerina è costretta ad abbandonare la scuola,alla proposta contro Paolo si oppongono Luciano Cannito e Garrison Rochelle quindi il ragazzo rimane nella scuola.

Durante la puntata di sabato si è svolta la quarta serie di verifiche settimanali di fronte alla commissione esterna.

Alla votazione per le esibizioni hanno preso parte i seguenti commissari esterni:
BALLO
- Francesca Bernabini - direttore Danzasì
- Anna Prina
- Lara Martelli - Accademia delle Arti di Berlino

CANTO
- Peppe Vessicchio

DISCOGRAFICI
- Marco Alboni - EMI
- Brando - Ultrasuoni
- Marcello Balestra - Warner
- Daniele Menci - Sony
- Alessandro Massara - Universal

GIORNALISTI
- Paolo Giordano - Il Giornale
- Andrea Laffranchi - Corriere della Sera
- Luca Dondoni - La Stampa

Hanno avuto la possibilità di esibirsi:
|                 |                             | GIULIA                      | GIULIA                      | GIULIA                           |                                  | ANDREA                           | ANDREA                        | ANDREA                        |                               | VIRGINIO                           | VIRGINIO                           | VIRGINIO                           |              | ANTONIO      | ANTONIO      | ANTONIO      |
| Esibizione:     | Assolo "Freedom" (Garrison) | Assolo "Freedom" (Garrison) | Assolo "Freedom" (Garrison) | Assolo "Because of you" (Portal) | Assolo "Because of you" (Portal) | Assolo "Because of you" (Portal) | Spaccacuore - Samuele Bersani | Spaccacuore - Samuele Bersani | Spaccacuore - Samuele Bersani | Wherever you will go - The Calling | Wherever you will go - The Calling | Wherever you will go - The Calling |              |              |              |              |
| Giudici:        | Prina                       | Bernabini                   | Martelli                    | Prina                            | Bernabini                        | Martelli                         | Vessicchio                    | Discografici                  | Giornalisti                   | Vessicchio                         | Discografici                       | Giornalisti                        |              |              |              |              |
| Esito verifica: | 7                           | 7                           | 8                           | 7                                | 6                                | 7                                | 6                             | 6                             | 6                             | 5                                  | 6                                  | 5.6                                |              |              |              |              |
|                 | SUPERATO                    | SUPERATO                    | SUPERATO                    | SUPERATO                         | SUPERATO                         | SUPERATO                         | SUPERATO                      | SUPERATO                      | SUPERATO                      | SUPERATO                           | SUPERATO                           | SUPERATO                           | NON SUPERATO | NON SUPERATO | NON SUPERATO | NON SUPERATO |

Hanno dovuto sostenere gli esami d'ingresso gli aspiranti cantanti Diana Del Bufalo e Alessandro Paparusso.
- Prove svolte:
  - 1 PROVA: At last - Etta Jones
  - 2 PROVA: Gelosia - Dirotta Su Cuba
  - 3 PROVA: Woman in love - Barbara Streisand

- Prove svolte:
  - 1 PROVA: Non piangere
  - 2 PROVA: She's out of my life - Michael Jackson

Durante la quarta settimana si è svolta la sfida di Stefan:
- Commissari estern: Commissione esterna di Canto
- Prove svolte:
  - 1 PROVA: Battito animale - Raf
  - 2 PROVA: One more night - Phill Collins
  - 4 PROVA: Cavallo di battaglia

### Settimana 5
Durante la puntata di sabato 6 novembre 2010 Maria De Filippi annuncia altri casi particolari: Vito e Paolo non potranno ballare per una settimana per provvedimento disciplinare.

Riccardo si è infortunato all'alluce sinistro e starà fermo per quattro giorni.

Durante la puntata di sabato si è svolta la quinta serie di verifiche settimanali di fronte alla commissione esterna.

Alla votazione per le esibizioni hanno preso parte i seguenti commissari esterni:
BALLO
- Roger Salas - El Pais
- Anna Prina
- Lara Martelli - Accademia delle Arti di Berlino

CANTO
- Peppe Vessicchio

DISCOGRAFICI
- Marco Alboni - EMI
- Brando - Ultrasuoni
- Marcello Balestra - Warner
- Daniele Menci - Sony
- Alessandro Massara - Universal

GIORNALISTI
- Paolo Giordano - Il Giornale
- Andrea Laffranchi - Corriere della Sera
- Luca Dondoni - La Stampa

Hanno avuto la possibilità di esibirsi:
|                 |                                         | DIANA                                   | DIANA                                   | DIANA                                          |                                                | DEBORA                                         | DEBORA                                | DEBORA                                |                                       | VIRGINIO | VIRGINIO | VIRGINIO |
| Esibizione:     | My baby just cares for me - Nina Simone | My baby just cares for me - Nina Simone | My baby just cares for me - Nina Simone | Variazione "La bella addormentata" (Celentano) | Variazione "La bella addormentata" (Celentano) | Variazione "La bella addormentata" (Celentano) | Goodbye Philadelphia - Peter Cincotti | Goodbye Philadelphia - Peter Cincotti | Goodbye Philadelphia - Peter Cincotti |          |          |          |
| Giudici:        | Vessicchio                              | Discografici                            | Giornalisti                             | Prina                                          | Martelli                                       | Salas                                          | Vessicchio                            | Discografici                          | Giornalisti                           |          |          |          |
| Esito verifica: | 7                                       | 7                                       | 7.6                                     | 9                                              | 9                                              | 9                                              | 6                                     | 6.3                                   | 6                                     |          |          |          |
|                 | SUPERATO                                | SUPERATO                                | SUPERATO                                | SUPERATO                                       | SUPERATO                                       | SUPERATO                                       | SUPERATO                              | SUPERATO                              | SUPERATO                              | SUPERATO | SUPERATO | SUPERATO |

|                 |                           | ANNALISA                  | ANNALISA                  | ANNALISA                 |                          | ALESSANDRO               | ALESSANDRO                  | ALESSANDRO                  |                             | ANDREA   | ANDREA   | ANDREA   |
| Esibizione:     | It's, oh so quiet - Bjork | It's, oh so quiet - Bjork | It's, oh so quiet - Bjork | The message - Nate James | The message - Nate James | The message - Nate James | Assolo "Tip tap" (Garrison) | Assolo "Tip tap" (Garrison) | Assolo "Tip tap" (Garrison) |          |          |          |
| Giudici:        | Vessicchio                | Discografici              | Giornalisti               | Vessicchio               | Discografici             | Giornalisti              | Prina                       | Martelli                    | Salas                       |          |          |          |
| Esito verifica: | 8                         | 9.3                       | 9                         | 5                        | 6                        | 6                        | 6                           | 8                           | 6                           |          |          |          |
|                 | SUPERATO                  | SUPERATO                  | SUPERATO                  | SUPERATO                 | NON SUPERATO             | NON SUPERATO             | NON SUPERATO                | NON SUPERATO                | SUPERATO                    | SUPERATO | SUPERATO | SUPERATO |

Sono risultati insufficienti:Giorgia, Gabriella, Francesca, Stefan e Antonio

### Settimana 6
Durante la puntata di sabato 13 novembre 2010 Maria De Filippi annuncia altri casi particolari: Vito e Giulia in sfida per provvedimento disciplinare.

Francesca e Alessandro in attesa di provvedimento disciplinare.

Stefan e Antonio non potranno esibirsi per essersi presentati in Cinecittà on barba incolta e abbigliamento non idoneo ad un ambiente di scuola.

Durante la puntata di sabato si è svolta la sesta serie di verifiche settimanali di fronte alla commissione esterna.

Alla votazione per le esibizioni hanno preso parte i seguenti commissari esterni:
BALLO
- Marco Garofalo
- Anna Prina
- Roger Salas - El Pais

CANTO
- Peppe Vessicchio

DISCOGRAFICI
- Marco Alboni - EMI
- Brando - Ultrasuoni
- Marcello Balestra - Warner
- Daniele Menci - Sony
- Alessandro Massara - Universal

GIORNALISTI
- Paolo Giordano - Il Giornale
- Andrea Laffranchi - Corriere della Sera
- Luca Dondoni - La Stampa

Hanno avuto la possibilità di esibirsi:
|                 |                                         | ANNALISA                                | ANNALISA                                | ANNALISA                                    |                                             | DEBORA                                      | DEBORA                                      | DEBORA                      | DEBORA                      |                             | DIANA                       | DIANA    | DIANA    | DIANA    |
| Esibizione:     | Mi sei scoppiato dentro al cuore - Mina | Mi sei scoppiato dentro al cuore - Mina | Mi sei scoppiato dentro al cuore - Mina | Passo a 2 "Gran Pass Classique" (Celentano) | Passo a 2 "Gran Pass Classique" (Celentano) | Passo a 2 "Gran Pass Classique" (Celentano) | Passo a 2 "Gran Pass Classique" (Celentano) | All by myself - Céline Dion | All by myself - Céline Dion | All by myself - Céline Dion | All by myself - Céline Dion |          |          |          |
| Giudici:        | Vessicchio                              | Discografici                            | Giornalisti                             |                                             | Prina                                       | Garofalo                                    | Salas                                       |                             | Vessicchio                  | Discografici                | Giornalisti                 |          |          |          |
| Esito verifica: | 8                                       | 9.3                                     | 9.3                                     |                                             | 9                                           | 8                                           | 9                                           |                             | 8                           | 7.6                         | 8.3                         |          |          |          |
|                 | SUPERATO                                | SUPERATO                                | SUPERATO                                | SUPERATO                                    | SUPERATO                                    | SUPERATO                                    | SUPERATO                                    | SUPERATO                    | SUPERATO                    | SUPERATO                    | SUPERATO                    | SUPERATO | SUPERATO | SUPERATO |

Sono risultati insufficienti:Antonio, Alessandro, Andrea.

Durante la sesta settimana si sono svolte le seguenti sfide contro gli sfidanti esterni:
- Commissario esterno: Stephane Fournial
- Prove svolte:
  - 1 PROVA: Passo a 2 "In the air tonight" (Portal)
  - 2 PROVA: Cavallo di battaglia
  - 3 PROVA: Variazione "Il Corsaro" (Cannito)

- Commissario esterno: Marco Mangiarotti
- Prove svolte:
  - 1 PROVA: Don't know about the things - Jason Segel
  - 2 PROVA: Fiori Di maggio - Fabio Concato
  - 3 PROVA: Cavallo di battaglia

- Commissario esterno: Stephane Fournial
- Prove svolte:
  - 1 PROVA: Passo a 2 "Cafè 1936" (Celentano)
  - 2 PROVA: Cavallo di battaglia

Hanno dovuto sostenere gli esami di recupero per doppia insufficienza le cantanti Giorgia e Gabriella.
- Prove svolte:
  - 1 PROVA: Luce (tramonti a nord est) - Elisa
  - 2 PROVA: Tra te e il mare - Laura Pausini
  - 3 PROVA: Don't Know Why - Norah Jones

- Prove svolte:
  - 1 PROVA: You Make Me Feel Brand New - Simply Red
  - 2 PROVA: Rispetto - Zucchero Fornaciari

### Settimana 7
Durante la puntata di sabato 20 novembre 2010 si è svolta la settima serie di verifiche settimanali di fronte alla commissione esterna.

Alla votazione per le esibizioni hanno preso parte i seguenti commissari esterni:
BALLO
- Lara Martelli - Accademia delle Arti di Berlino
- Eric Vu An
- Donatella Bertozzi - Il Messaggero

CANTO
- Peppe Vessicchio

DISCOGRAFICI
- Alessandro Massara - Universal
- Brando - Ultrasuoni
- Marcello Balestra - Warner
- Daniele Menci - Sony

GIORNALISTI
- Paolo Giordano - Il Giornale
- Andrea Laffranchi - Corriere della Sera
- Luca Dondoni - La Stampa

Hanno avuto la possibilità di esibirsi:
|                 |                                       | ANNALISA                              | ANNALISA                              | ANNALISA                                   |                                            | VIRGINIO                                   | VIRGINIO                           | VIRGINIO                           |                                    | DEBORA                             | DEBORA                    | DEBORA                    |                           | DIANA                     | DIANA    | DIANA    | DIANA    |
| Esibizione:     | Non me lo so spiegare - Tiziano Ferro | Non me lo so spiegare - Tiziano Ferro | Non me lo so spiegare - Tiziano Ferro | La mia banda suona il rock - Ivano Fossati | La mia banda suona il rock - Ivano Fossati | La mia banda suona il rock - Ivano Fossati | Passo a 2 "Cigno nero" (Celentano) | Passo a 2 "Cigno nero" (Celentano) | Passo a 2 "Cigno nero" (Celentano) | Passo a 2 "Cigno nero" (Celentano) | Parlami d'amore - Giorgia | Parlami d'amore - Giorgia | Parlami d'amore - Giorgia | Parlami d'amore - Giorgia |          |          |          |
| Giudici:        | Vessicchio                            | Discografici                          | Giornalisti                           | Vessicchio                                 | Discografici                               | Giornalisti                                | Martelli                           | Bertozzi                           | Vu An                              | Vessicchio                         | Discografici              | Giornalisti               |                           |                           |          |          |          |
| Esito verifica: | 8                                     | 9                                     | 9.3                                   | 6                                          | 6                                          | 6                                          | 9                                  | 9                                  | 8                                  | 7                                  | 7.6                       | 7.6                       |                           |                           |          |          |          |
|                 | SUPERATO                              | SUPERATO                              | SUPERATO                              | SUPERATO                                   | SUPERATO                                   | SUPERATO                                   | SUPERATO                           | SUPERATO                           | SUPERATO                           | SUPERATO                           | SUPERATO                  | SUPERATO                  | SUPERATO                  | SUPERATO                  | SUPERATO | SUPERATO | SUPERATO |

Durante la settima settimana si è svolta la seguente sfida contro gli sfidanti esterni:
- Commissario esterno: Michele Merola
- Prove svolte:
  - 1 PROVA: Passo a 2 "Tango" (Garrison)
  - 2 PROVA: Cavallo di battaglia

Ha dovuto sostenere l'esame di recupero per doppia insufficienza il cantante Alessandro.
- Prove svolte:
  - 1 PROVA: Infinito - Raf
  - 2 PROVA: Just the way you are - Billy Joel

Inoltre si è svolta una sfida tra le ultime tre aspiranti cantanti rimaste per un banco aggiunto di canto femminile giudicata dalla commissione interna di canto:
|                 | | ANTONELLA Vs MARTA Vs MADDALENA                                                                      | | | |
| Esibizione:     | Antonella: Listen - Beyoncè Knowles Marta: Roxanne - The Police Maddalena: Dedicato - Loredana Bertè | Antonella: Listen - Beyoncè Knowles Marta: Roxanne - The Police Maddalena: Dedicato - Loredana Bertè | Antonella: Listen - Beyoncè Knowles Marta: Roxanne - The Police Maddalena: Dedicato - Loredana Bertè | Antonella: Listen - Beyoncè Knowles Marta: Roxanne - The Police Maddalena: Dedicato - Loredana Bertè | Antonella: Listen - Beyoncè Knowles Marta: Roxanne - The Police Maddalena: Dedicato - Loredana Bertè |
| Giudici:        | L.Jurman                                                                                             | M.G.Fontana                                                                                          | G. Di Michele                                                                                        | R.Zerbi                                                                                              | D.Parisini                                                                                           |
| Esito verifica: | Antonella                                                                                            | Antonella                                                                                            | Antonella                                                                                            | Antonella                                                                                            | Antonella                                                                                            |
|                 | ANTONELLA OTTIENE IL BANCO                                                                           | | | | |

Durante la settimana Alessandra Celentano ha deciso di mettere in discussione il banco del ballerino Paolo e ottiene l'unanimtà e il ballerino deve lasciare la scuola.

### Settimana 8
Durante la settimana ogni insegnante ha dovuto scegliere chi seguire particolarmente:
 CANTO 
- Luca Jurman: Antonella, Antonio e Giorgia
- Maria Grazia Fontana: Diana e Francesca
- Grazia Di Michele: Andrea V. e Arnaldo
- Rudy Zerbi: Annalisa e Virginio
- Dado Parisini: Gabriella

 BALLO 
- Alessandra Celentano: Debora e Denny
- Garrison Rochelle: Giulia e Costantino
- Carl Portal: Andrea C.
- Luciano Cannito: Riccardo e Vito

Durante la puntata di sabato 20 novembre 2010 si è svolta l'ottava serie di verifiche settimanali di fronte alla commissione esterna.

Alla votazione per le esibizioni hanno preso parte i seguenti commissari esterni:
BALLO
- Roger Salas - El Pais
- Anna Prina
- Michele Merola

CANTO
- Peppe Vessicchio

DISCOGRAFICI
- Brando - Ultrasuoni
- Marcello Balestra - Warner
- Daniele Menci - Sony
- Alessandro Massara - Universal

GIORNALISTI
- Paolo Giordano - Il Giornale
- Andrea Laffranchi - Corriere della Sera
- Luca Dondoni - La Stampa

Hanno avuto la possibilità di esibirsi:

|                 |                                           | GIORGIA Vs ANNALISA                       | GIORGIA Vs ANNALISA                       | GIORGIA Vs ANNALISA                       | GIORGIA Vs ANNALISA                                                           |                                                                               | GIULIA Vs ANDREA                                                              | GIULIA Vs ANDREA                                                              | GIULIA Vs ANDREA          | GIULIA Vs ANDREA          |                           | DIANA                  | DIANA                  | DIANA                  |          | ANTONELLA | ANTONELLA | ANTONELLA |
| Esibizione:     | You might needs somebody - Randy Crowford | You might needs somebody - Randy Crowford | You might needs somebody - Randy Crowford | You might needs somebody - Randy Crowford | Passo a 3 "Isidora" (Garrison) - Giulia Passo a 2 "L'amour" (Portal) - Andrea | Passo a 3 "Isidora" (Garrison) - Giulia Passo a 2 "L'amour" (Portal) - Andrea | Passo a 3 "Isidora" (Garrison) - Giulia Passo a 2 "L'amour" (Portal) - Andrea | Passo a 3 "Isidora" (Garrison) - Giulia Passo a 2 "L'amour" (Portal) - Andrea | Hurt - Christina Aguilera | Hurt - Christina Aguilera | Hurt - Christina Aguilera | Notturno - Mia Martini | Notturno - Mia Martini | Notturno - Mia Martini |          |           |           |           |
| Giudici:        |                                           | Vessicchio                                | Discografici                              | Giornalisti                               |                                                                               | Prina                                                                         | Salas                                                                         | Merola                                                                        | Vessicchio                | Discografici              | Giornalisti               | Vessicchio             | Discografici           | Giornalisti            |          |           |           |           |
| Esito verifica: | Giorgia:                                  | 7                                         | 7.6                                       | 7.3                                       | Giulia:                                                                       | 7                                                                             | 6                                                                             | 6                                                                             | 8                         | 7.6                       | 8                         | 8                      | 8.6                    | 9                      |          |           |           |           |
|                 | Annalisa:                                 | 8                                         | 9.3                                       | 9                                         | Andrea:                                                                       | 6                                                                             | 6                                                                             | 7                                                                             |                           |                           |                           |                        |                        |                        |          |           |           |           |
|                 | ANNALISA                                  | ANNALISA                                  | ANNALISA                                  | ANNALISA                                  | ANNALISA                                                                      | PARI                                                                          | PARI                                                                          | PARI                                                                          | PARI                      | PARI                      | SUPERATO                  | SUPERATO               | SUPERATO               | SUPERATO               | SUPERATO | SUPERATO  | SUPERATO  | SUPERATO  |

Sono risultati insufficienti questa settimana: Antonio, Arnaldo.

Durante l'ottava puntata si sono svolte i seguenti esami per diventare titolari:
- Prove svolte:
  - 1 PROVA: Variazione "Carnevale di Venezia" (Celentano)

- Commissari: Commissione interna di Ballo
- Prove svolte:
  - 1 PROVA: Cavallo di battaglia

- Commissari esterni: Commissione esterna di Canto
- Prove svolte:
  - 1 PROVA: La fortuna

Ha dovuto sostenere l'esame di recupero per doppia insufficienza la cantante Francesca.
- Prove svolte:
  - 1 PROVA: Quello che le donne non dicono - Fiorella Mannoia
  - 2 PROVA: Contessa - Paolo Conte

### Settimana 9
In vista del Serale 2011, nel corso della puntata pomeridiana del 29 novembre 2010, Maria De Filippi ha illustrato il nuovo regolamento agli allievi.

Passeranno al Serale solo i concorrenti che avranno un maggior numero di stelle accumulabili mediante:
- Somma dei voti della commissione esterna (dopo un'esibizione da parte degli allievi)
- Sfide interne tra le singole categorie
- Classifica di Gradimento

Se sfidati i concorrenti hanno il seguente valore (quantificato in stelle):
- Annalisa, Debora e Antonella valgono 10 stelle.
- Vito, Giulia, Andrea Condorelli, Virginio, Diana, Riccardo, Andrea Vigentini, Costantino, Danny, Francesca,Giorgia e Gabriella valgono 5 stelle.
- Arnaldo e Antonio valgono 3 stelle.

Durante la nona settimana si sono svolte le prove riguardanti il meccanismo delle stelle ed ha visto i seguenti esiti:
- Commissario esterno: Roberto Fascilla
- Sfida voluta da Debora
  - UNICA PROVA: Cavallo di battaglia
  - STELLE IN PALIO: ★★★★★

- Commissario esterno: Romano Musumarra
- Sfida voluta da Giorgia
- Prove svolte:
  - 1 PROVA: (Sittin' On) The Dock of the Bay - Otis Redding
  - 2 PROVA: Ancora Ancora Ancora - Mina
  - STELLE IN PALIO: ★★★★★★★★★★

- Commissario esterno: Romano Musumarra
- Sfida voluta da Arnaldo
- Prove svolte:
  - 1 PROVA: Seven Days - Craig David
  - 2 PROVA: Come si Cambia - Fiorella Mannoia
  - STELLE IN PALIO: ★★★★★

- Commissario esterno: Marco Rinalduzzi
- Sfida voluta da Francesca
- Prove svolte:
  - 1 PROVA: A Night Like This - Caro Emerald
  - 2 PROVA: Strano Il Mio Destino - Giorgia
  - STELLE IN PALIO: ★★★★★

- Commissario esterno: Marco Rinalduzzi
- Sfida voluta da Antonella
  - UNICA PROVA: Cavallo di Battaglia
  - STELLE IN PALIO: ★★★★★

Durante la puntata di sabato 4 dicembre 2010 si è svolta la prima serie di verifiche settimanali di fronte alla commissione esterna.

Alla votazione per le esibizioni hanno preso parte i seguenti commissari esterni:
BALLO
- Lara Martelli - Accademia delle Arti di Berlino
- Donatella Bertozzi - Il Messaggero
- Ricardo Nunez

CANTO
- Peppe Vessicchio

DISCOGRAFICI
- Brando - Ultrasuoni
- Marcello Balestra - Warner
- Daniele Menci - Sony
- Alessandro Massara - Universal

GIORNALISTI
- Paolo Giordano - Il Giornale
- Marco Mangiarotti - Il Giorno
- Luca Dondoni - La Stampa

Hanno avuto la possibilità di esibirsi:
|                 |                                           | DENNY                                     | DENNY                                     | DENNY                      |                            | ANNALISA                   | ANNALISA                          | ANNALISA                          |                                   | DEBORA           | DEBORA           | DEBORA           |  | VIRGINIO | VIRGINIO | VIRGINIO |
| Esibizione:     | Variazione "Lo Schiaccianoci" (Celentano) | Variazione "Lo Schiaccianoci" (Celentano) | Variazione "Lo Schiaccianoci" (Celentano) | Inverno                    | Inverno                    | Inverno                    | Variazione " Paquita" (Celentano) | Variazione " Paquita" (Celentano) | Variazione " Paquita" (Celentano) | A maggio cambio  | A maggio cambio  | A maggio cambio  |  |          |          |          |
| Giudici:        | Martelli                                  | Bertozzi                                  | Nunez                                     | Vessicchio                 | Discografici               | Giornalisti                | Martelli                          | Bertozzi                          | Nunez                             | Vessicchio       | Discografici     | Giornalisti      |  |          |          |          |
| Esito verifica: | 8                                         | 9                                         | 9                                         | 8                          | 9.6                        | 9.6                        | 9                                 | 9                                 | 9                                 | 7                | 7                | 7                |  |          |          |          |
|                 | SUPERATO (+8★★★★★★★★)                     | SUPERATO (+8★★★★★★★★)                     | SUPERATO (+8★★★★★★★★)                     | SUPERATO (+12★★★★★★★★★★★★) | SUPERATO (+12★★★★★★★★★★★★) | SUPERATO (+12★★★★★★★★★★★★) | SUPERATO (+9★★★★★★★★★)            | SUPERATO (+9★★★★★★★★★)            | SUPERATO (+9★★★★★★★★★)            | SUPERATO (+3★★★) | SUPERATO (+3★★★) | SUPERATO (+3★★★) |  |          |          |          |

Durante la puntata pomeridiana del 4 dicembre 2010 si sono svolte la sesta e la settima prova riguardante il meccanismo delle stelle ed hanno visto il seguente esito:
- Commissario esterno: Roberto Fascilla
- Sfida voluta da Vito
- Prove svolte:
  - 1 PROVA: Assolo "Ordinary People" (Portal)
  - 2 PROVA: Cavallo di Battaglia
  - STELLE IN PALIO: ★★★★★

- Commissario esterno: Romano Musumarra
- Sfida voluta da Francesca
- Prove svolte:
  - 1 PROVA: I Love Rock n' Roll - Joan Jett
  - 2 PROVA: Nessuno mi può Giudicare - Caterina Caselli
  - STELLE IN PALIO: ★★★★★★★★★★

### Settimana 10
Durante la puntata pomeridiana del 6 dicembre 2010 si sono svolte due prove extra (una per la categoria canto ed una per il ballo) riguardante il meccanismo delle stelle ed hanno visto il seguente esito:
- Commissario esterno: Romano Musumarra
- Canzone: La Cura - Franco Battiato
- Tramite un sorteggio effettuato in diretta da Luca Zanforlin inizia la sfida Antonella Lafortezza

- Antonella VS Arnaldo = ANTONELLA
- Antonella VS Andrea = ANTONELLA
- Antonella VS Antonio = ANTONELLA
- Antonella VS Francesca = ANTONELLA
- Antonella VS Gabriella = ANTONELLA
- Antonella VS Giorgia = ANTONELLA
- Antonella VS Diana = ANTONELLA
- Antonella VS Virginio = ANTONELLA
- Annalisa decide di non prender parte alla sfida
- STELLE IN PALIO: ★★★★★★★★★★★★★★★

- Commissario esterno: Roberto Fascilla

I Ballerini sono stati divisi in Tre Categorie
- Ballerine Classiche(Debora e Giulia)
- Ballerini Classici(Riccardo,Denny e Vito)
- Moderni(Andrea e Costantino)

Giulia decide di non prendere parte alla sfida, Debora va di diritto allo scontro finale
- Denny VS Vito = DENNY(Ballerini Classici)
- Denny VS Riccardo = DENNY(Ballerini Classici)
- Denny VS Debora = DEBORA(Ballerini Classici)
- Andrea VS Costantino = COSTANTINO(Moderni)
- Debora VS Costantino = COSTANTINO
- STELLE IN PALIO: ★★★★★★★★★★★★★★★

Durante la puntata pomeridiana del 9 dicembre 2010 si sono svolte l'ottova e la nona prova riguardante il meccanismo delle stelle ed hanno visto il seguente esito:
- Commissario esterno: Romano Musumarra
- Sfida voluta da Giorgia
- Prove svolte: 		
  - 1 PROVA: Aria - Gianna Nannini
  - 2 PROVA: Stare Bene a Metà - Pino Daniele
  - STELLE IN PALIO: ★★★★★★★★★★

- Commissario esterno: Romano Musumarra
- Sfida voluta da Antonella
- Prove svolte: 		
  - 1 PROVA: Hero - Mariah Carey
  - 2 PROVA: Il Nostro Concerto - Umberto Bindi
  - STELLE IN PALIO: ★★★★★★★★★★

Durante la puntata pomeridiana del 10 dicembre 2010 si sono svolte la decima, l'undicesima, la dodicesima e la tredicesima prova riguardante il meccanismo delle stelle ed hanno visto il seguente esito
- Commissario esterno:
- Prova svolta: Per me è importante - Tiromancino

Durante la puntata su La5 del 10 dicembre 2010 si sono svolte la quattordicesima, quindicesima e sedicesima prova riguardante il meccanismo delle stelle ed hanno visto il seguente esito:

Durante la puntata di sabato 11 dicembre 2010 si è svolta la decima serie di verifiche settimanali di fronte alla commissione esterna.

Alla votazione per le esibizioni hanno preso parte i seguenti commissari esterni:
BALLO
- Francesca Bernabini - direttore Danzasì
- Anna Prina
- Paola Cantalupo

CANTO
- Peppe Vessicchio

DISCOGRAFICI
- Brando - Ultrasuoni
- Marcello Balestra - Warner
- Daniele Menci - Sony
- Alessandro Massara - Universal

GIORNALISTI
- Paolo Giordano - Il Giornale
- Andrea Laffranchi - Corriere della Sera
- Luca Dondoni - La Stampa

Hanno avuto la possibilità di esibirsi:
|                 |                                          | ANTONELLA                                | ANTONELLA                                | ANTONELLA                                      |                                                | COSTANTINO                                     | COSTANTINO          | COSTANTINO          |                     | DIANA | DIANA | DIANA |
| Esibizione:     | I will always love you - Whitney Houston | I will always love you - Whitney Houston | I will always love you - Whitney Houston | Passo a 2 "Ninguno me puede juzgar" (Garrison) | Passo a 2 "Ninguno me puede juzgar" (Garrison) | Passo a 2 "Ninguno me puede juzgar" (Garrison) | Nelle mie favole    | Nelle mie favole    | Nelle mie favole    |       |       |       |
| Giudici:        | Vessicchio                               | Discografici                             | Giornalisti                              | Prina                                          | Bernabini                                      | Cantalupo                                      | Vessicchio          | Discografici        | Giornalisti         |       |       |       |
| Esito verifica: | 8                                        | 9.3                                      | 9.3                                      | 7                                              | 8                                              | 8                                              | 8                   | 7.6                 | 8.3                 |       |       |       |
|                 | SUPERATO (+8★★★★★★★★)                    | SUPERATO (+8★★★★★★★★)                    | SUPERATO (+8★★★★★★★★)                    | SUPERATO (+5★★★★★)                             | SUPERATO (+5★★★★★)                             | SUPERATO (+5★★★★★)                             | SUPERATO (+6★★★★★★) | SUPERATO (+6★★★★★★) | SUPERATO (+6★★★★★★) |       |       |       |

Durante la puntata pomeridiana dell'11 dicembre 2010 si sono svolte la diciassettesima, la diciottesima,la diciannovesima e la ventesima prova riguardante il meccanismo delle stelle ed hanno visto il seguente esito:
- Commissario esterno: Marco Perini
- Sfida voluta da Vito
- Prove svolte: 		
  - 1 PROVA: Variazione "Cigno Nero" (Celentano)
  - 2 PROVA: Passo a 3 " Libertango" (Cannito)
  - STELLE IN PALIO: ★★★★★

- Commissario esterno: Marco Mangiarotti
- Sfida voluta da Andrea V.
- Prove svolte: 		
  - 1 PROVA: Futura - Lucio Dalla
  - 2 PROVA: Drops of tupiter - Train
  - STELLE IN PALIO: ★★★

- Commissario esterno:Fournial
- Sfida voluta da Giulia
- Prove svolte: 		
  - 1 PROVA: Variazione "Don Quichotte" (Celentano)
  - 2 PROVA: Cavallo di battaglia
  - STELLE IN PALIO: ★★★★★★★★★★

- Commissario esterno: Marco Mangiarotti
- Sfida voluta da Virginio
- Prove svolte: 		
  - 1 PROVA: A maggio cambio (Virginio) - Inverno (Annalisa)
  - 2 PROVA: Solo per te - Negramaro
  - STELLE IN PALIO: ★★★★★★★★★★

### Settimana 11
Durante la puntata pomeridiana del 14 dicembre 2010 si sono svolte due prove extra (una per la categoria canto ed una per il ballo) riguardante il meccanismo delle stelle ed hanno visto il seguente esito:
- Commissario esterno: Marco Mangiarotti
- Canzone: Differente (ogni cantante porta il suo Cavallo di Battaglia)
- Tramite un sorteggio effettuato in diretta da Luca Zanforlin inizia la sfida Giorgia Urrico
- STELLE IN PALIO: 20 Primo Classificato e 10 per il Secondo Classificato.

- Giorgia - Georgia on my mind VS Antonella - Listen = Antonella
- Antonella - Listen VS Andrea - La leva calcistica della classe '68 = ANTONELLA
- Antonella - Listen VS Arnaldo - Bad girl(Piano Version) = ANTONELLA
- Antonella - Listen VS Antonio - Mentre Tutto Scorre = ANTONELLA
- Antonella - Listen VS Virginio - Quando Nasce un Amore = ANTONELLA
- Antonella - Listen VS Gabriella - Un senso = ANTONELLA
- Antonella - ListenVS Francesca - Sally = ANTONELLA
- Antonella - Listen VS Diana - Woman in love = ANTONELLA
- Antonella - Listen VS Annalisa - It's oh so quiet = ANNALISA

- Commissario esterno: Marco Pierin

I Ballerini sono stati divisi in Tre Categorie
- Ballerine Classiche (Debora e Giulia)
- Ballerini Classici (Riccardo, Denny e Vito)
- Moderni (Andrea e Costantino)
- STELLE IN PALIO: 20 Primo Classificato e 10 per il Secondo Classificato.

- Denny VS Vito VS Riccardo= RICCARDO(Ballerini Classici)
- Andrea VS Costantino = ANDREA(Moderni)
- Debora VS Giulia = DEBORA (Ballerine Classiche)
- Riccardo VS Andrea VS Debora = DEBORA

Durante la puntata pomeridiana del 16 dicembre 2010 si è svolta una prova estemporanea per i cantanti riguardante il meccanismo delle stelle ed ha visto il seguente esito:
- Commissario esterno: Marco Mangiarotti
- STELLE IN PALIO: 25 Primo Classificato,15 per il Secondo Classificato e 10 per il Terzo Classificato.

- Diana - La Traviata
- Antonella - All i Want for Christmas is You
- Arnaldo - Ordinary People
- Andrea - La Fortuna
- Annalisa - Inverno
- Virginio - Il Gobbo di Notre Dame
- Giorgia - Ancora Ancora Ancora
- Gabriella - Tu si na cosa grande
- Francesca - Poker Face
- Antonio - Notre Dame de Paris

Durante la puntata pomeridiana del 17 dicembre 2010 si è svolta una prova estemporanea per i ballerini,la ventunesima e la ventiduesima sfida riguardante il meccanismo delle stelle ed hanno visto il seguente esito:
- Commissario esterno: Roberto Fascilla
- STELLE IN PALIO: 25 Primo Classificato,15 per il Secondo Classificato e 10 per il Terzo Classificato.

- Commissario esterno: Marco Mangiarotti
  - UNICA PROVA: Cavallo di Battaglia
  - STELLE IN PALIO: ★★★★★★★★★★

- Commissario esterno: Mimmo Del Prete
  - UNICA PROVA: Cavallo di Battaglia
  - STELLE IN PALIO: ★★★★★★★★★★

Durante la puntata di sabato 18 dicembre 2010 si è svolta l'undicesima serie di verifiche settimanali di fronte alla commissione esterna.

Alla votazione per le esibizioni hanno preso parte i seguenti commissari esterni:
BALLO
- Francesca Bernabini - direttore Danzasì
- Eric Vu An
- Anna Prina

CANTO
- Peppe Vessicchio

DISCOGRAFICI
- Marcello Balestra - Warner
- Daniele Menci - Sony
- Alessandro Massara - Universal

GIORNALISTI
- Paolo Giordano - Il Giornale
- Luca Dondoni - La Stampa

Hanno avuto la possibilità di esibirsi:
|                 |                             | ANTONIO                     | ANTONIO                     | ANTONIO                               |                                       | DEBORA                                | DEBORA                                  | DEBORA                                  |                                         | DENNY    | DENNY    | DENNY    |
| Esibizione:     | Giorni bui- Antonio Mungari | Giorni bui- Antonio Mungari | Giorni bui- Antonio Mungari | Variazione "Don Quichotte"(Celentano) | Variazione "Don Quichotte"(Celentano) | Variazione "Don Quichotte"(Celentano) | Variazione "La sconosciuta" (Celentano) | Variazione "La sconosciuta" (Celentano) | Variazione "La sconosciuta" (Celentano) |          |          |          |
| Giudici:        | Vessicchio                  | Discografici                | Giornalisti                 | Prina                                 | Vu An                                 | Bernabini                             | Prina                                   | Vu An                                   | Bernabini                               |          |          |          |
| Esito verifica: | 7                           | 6.6                         | 5.3                         | 8                                     | 9                                     | 9                                     | 8                                       | 9                                       | 8                                       |          |          |          |
|                 | NON SUPERATO                | NON SUPERATO                | NON SUPERATO                | NON SUPERATO                          | SUPERATO                              | SUPERATO                              | SUPERATO                                | SUPERATO                                | SUPERATO                                | SUPERATO | SUPERATO | SUPERATO |

|                 |                                  | GIORGIA                          | GIORGIA                          | GIORGIA                          |                                  | RICCARDO                         | RICCARDO                             | RICCARDO                             |                                      | ANTONELLA | ANTONELLA | ANTONELLA |
| Esibizione:     | Dall'altra parte- Giorgia Urrico | Dall'altra parte- Giorgia Urrico | Dall'altra parte- Giorgia Urrico | Passo a 3 "Libertango" (Cannito) | Passo a 3 "Libertango" (Cannito) | Passo a 3 "Libertango" (Cannito) | Nell'immensità- Antonella Lafortezza | Nell'immensità- Antonella Lafortezza | Nell'immensità- Antonella Lafortezza |           |           |           |
| Giudici:        | Vessicchio                       | Discografici                     | Giornalisti                      | Prina                            | Vu An                            | Bernabini                        | Vessicchio                           | Discografici                         | Giornalisti                          |           |           |           |
| Esito verifica: | 7                                | 8.3                              | 7.6                              | 7                                | 8                                | 8                                | 8                                    | 9.3                                  | 9.6                                  |           |           |           |
|                 | SUPERATO                         | SUPERATO                         | SUPERATO                         | SUPERATO                         | SUPERATO                         | SUPERATO                         | SUPERATO                             | SUPERATO                             | SUPERATO                             | SUPERATO  | SUPERATO  | SUPERATO  |

Durante la puntata pomeridiana del 20 dicembre 2010 si è svolta una prova extra (per la categoria canto) riguardante il meccanismo delle stelle ed ha visto il seguente esito:
- Commissario esterno: Paolo Giordano
- Canzone: Differente (ogni cantante canta un brano scelto da Paolo Giordano)
  - STELLE IN PALIO: 50★

- Annalisa - Una Ragione di Più
- Antonio - I Giardini di marzo
- Francesca - Pazza Idea

E,via via,si esibiscono tutti i cantanti.
- Paolo Giordano assegna le seguenti stelline:

① Annalisa → 12 STELLE
② Virginio e Antonella → 10 STELLE
③ Diana → 8 STELLE
④ Francesca → 6 STELLE
⑤ Giorgia e Andrea → 2 STELLE
- Nessuna stella per Antonio e Arnaldo.

Durante la puntata pomeridiana del 21 dicembre 2010 si è svolta una prova extra (per la categoria ballo) riguardante il meccanismo delle stelle ed ha visto il seguente esito:
- Commissario esterno: Roberto Fascilla
  - STELLE IN PALIO: 39★

- Dopo le esibizioni da parte dei Ballerini, Roberto Fascilla assegna le seguenti stelline:

① Debora → 12 STELLE
② Giulia → 10 STELLE
③ Vito → 7 STELLE
④ Denny e Riccardo → 5 STELLE
- Nessuna stella per Andrea e Costantino.

### Settimana 12
Durante la puntata speciale di lunedì 27 dicembre sono stati elencati i nomi dei 9 alunni ammessi direttamente al serale:
|             |                                      | VIRGINIO                             | VIRGINIO                             | VIRGINIO                               |                                        | GIULIA                                 | GIULIA                      | GIULIA                      |                             | ANNALISA                   | ANNALISA                   | ANNALISA                   |                | VITO           | VITO           | VITO           |
| Esibizione: | A maggio cambio - Virginio Simonelli | A maggio cambio - Virginio Simonelli | A maggio cambio - Virginio Simonelli | Passo a 2 "Raflejo de Luna" (Garrison) | Passo a 2 "Raflejo de Luna" (Garrison) | Passo a 2 "Raflejo de Luna" (Garrison) | Inverno - Annalisa Scarrone | Inverno - Annalisa Scarrone | Inverno - Annalisa Scarrone | Assolo "Missing" (Cannito) | Assolo "Missing" (Cannito) | Assolo "Missing" (Cannito) |                |                |                |                |
|             | SEMAFORO ROSSO                       | SEMAFORO ROSSO                       | SEMAFORO ROSSO                       | SEMAFORO ROSSO                         | SEMAFORO VERDE                         | SEMAFORO VERDE                         | SEMAFORO VERDE              | SEMAFORO VERDE              | SEMAFORO VERDE              | SEMAFORO VERDE             | SEMAFORO VERDE             | SEMAFORO VERDE             | SEMAFORO ROSSO | SEMAFORO ROSSO | SEMAFORO ROSSO | SEMAFORO ROSSO |

|             |                                     | DIANA                               | DIANA                               | DIANA                            |                                  | ANDREA C.                        | ANDREA C.                         | ANDREA C.                         |                                   | GIORGIA                               | GIORGIA                               | GIORGIA                               |                | ANTONELLA      | ANTONELLA      | ANTONELLA      |
| Esibizione: | Nelle mie favole - Diana Del Bufalo | Nelle mie favole - Diana Del Bufalo | Nelle mie favole - Diana Del Bufalo | Assolo "La vie en Rose" (Portal) | Assolo "La vie en Rose" (Portal) | Assolo "La vie en Rose" (Portal) | Dall'altra parte - Giorgia Urrico | Dall'altra parte - Giorgia Urrico | Dall'altra parte - Giorgia Urrico | Nell'immensità - Antonella Lafortezza | Nell'immensità - Antonella Lafortezza | Nell'immensità - Antonella Lafortezza |                |                |                |                |
|             | SEMAFORO VERDE                      | SEMAFORO VERDE                      | SEMAFORO VERDE                      | SEMAFORO VERDE                   | SEMAFORO ROSSO                   | SEMAFORO ROSSO                   | SEMAFORO ROSSO                    | SEMAFORO ROSSO                    | SEMAFORO ROSSO                    | SEMAFORO ROSSO                        | SEMAFORO ROSSO                        | SEMAFORO ROSSO                        | SEMAFORO VERDE | SEMAFORO VERDE | SEMAFORO VERDE | SEMAFORO VERDE |

|             |                                     | DENNY                               | DENNY                               | DENNY                            |                                  | FRANCESCA                        | FRANCESCA                        | FRANCESCA                        |                                  | DEBORA                       | DEBORA                       | DEBORA                       |                | ANTONIO        | ANTONIO        | ANTONIO        |
| Esibizione: | Assolo "La sconosciuta" (Celentano) | Assolo "La sconosciuta" (Celentano) | Assolo "La sconosciuta" (Celentano) | Sono bugiarda - Francesca Nicolì | Sono bugiarda - Francesca Nicolì | Sono bugiarda - Francesca Nicolì | Variazione "Paquita" (Celentano) | Variazione "Paquita" (Celentano) | Variazione "Paquita" (Celentano) | Giorni bui - Antonio Mungari | Giorni bui - Antonio Mungari | Giorni bui - Antonio Mungari |                |                |                |                |
|             | SEMAFORO VERDE                      | SEMAFORO VERDE                      | SEMAFORO VERDE                      | SEMAFORO VERDE                   | SEMAFORO VERDE                   | SEMAFORO VERDE                   | SEMAFORO VERDE                   | SEMAFORO VERDE                   | SEMAFORO VERDE                   | SEMAFORO VERDE               | SEMAFORO VERDE               | SEMAFORO VERDE               | SEMAFORO ROSSO | SEMAFORO ROSSO | SEMAFORO ROSSO | SEMAFORO ROSSO |

|             |                                      | COSTANTINO                           | COSTANTINO                           | COSTANTINO                        |                                   | RICCARDO                          | RICCARDO                        | RICCARDO                        |                                 | ARNALDO                       | ARNALDO                       | ARNALDO                       |                | ANDREA V.      | ANDREA V.      | ANDREA V.      |
| Esibizione: | Assolo "Goodbye my lover" (Garrison) | Assolo "Goodbye my lover" (Garrison) | Assolo "Goodbye my lover" (Garrison) | Variazione "La Siflide" (Cannito) | Variazione "La Siflide" (Cannito) | Variazione "La Siflide" (Cannito) | Broken strings - James Morrison | Broken strings - James Morrison | Broken strings - James Morrison | La fortuna - Andrea Vigentini | La fortuna - Andrea Vigentini | La fortuna - Andrea Vigentini |                |                |                |                |
|             | SEMAFORO VERDE                       | SEMAFORO VERDE                       | SEMAFORO VERDE                       | SEMAFORO VERDE                    | SEMAFORO VERDE                    | SEMAFORO VERDE                    | SEMAFORO VERDE                  | SEMAFORO VERDE                  | SEMAFORO ROSSO                  | SEMAFORO ROSSO                | SEMAFORO ROSSO                | SEMAFORO ROSSO                | SEMAFORO ROSSO | SEMAFORO ROSSO | SEMAFORO ROSSO | SEMAFORO ROSSO |

Gli alunni che hanno avuto il "Semaforo Rosso" in quest'ultima settimana tramite concorsi prestabiliti dovranno accumulare le ultime stelline in palio per i 3 posti restanti per il serale.
Durante la puntata pomeridiana di giovedì 30 dicembre 2010 Luca Zanforlin annuncia che ci sarà un eliminato, quest'ultimo è Arnaldo che deve abbandonare il gioco.
Durante la puntata di sabato 1º gennaio 2011, i 6 concorrenti rimasti per ottenere gli ultimi tre posti per il serale, oltre ad aver effettuato l'ultimo concorso in diretta hanno scoperto i 3 nomi accessi al serale. Ecco gli esiti delle verifiche:
|             |                                         | VITO                                    | VITO                                    | VITO                         |                              | ANDREA C.                    | ANDREA C.                | ANDREA C.                |                          | VIRGINIO              | VIRGINIO              | VIRGINIO              |                        | GIORGIA                | GIORGIA                | GIORGIA                                          |                                                  | ANTONIO                                          | ANTONIO        | ANTONIO        |                | ANDREA V.      | ANDREA V.      | ANDREA V.      |  |
| Esibizione: | Assolo "Georgia on my mind" (Celentano) | Assolo "Georgia on my mind" (Celentano) | Assolo "Georgia on my mind" (Celentano) | Passo a 2 "Fever" (Garrison) | Passo a 2 "Fever" (Garrison) | Passo a 2 "Fever" (Garrison) | The scientist - Coldplay | The scientist - Coldplay | The scientist - Coldplay | Come saprei - Giorgia | Come saprei - Giorgia | Come saprei - Giorgia | Sparirò - Luca Dirisio | Sparirò - Luca Dirisio | Sparirò - Luca Dirisio | La canzone dell’amor perduto - Fabrizio De Andrè | La canzone dell’amor perduto - Fabrizio De Andrè | La canzone dell’amor perduto - Fabrizio De Andrè |                |                |                |                |                |                |  |
|             | SEMAFORO VERDE                          | SEMAFORO VERDE                          | SEMAFORO VERDE                          | SEMAFORO VERDE               | SEMAFORO ROSSO               | SEMAFORO ROSSO               | SEMAFORO ROSSO           | SEMAFORO ROSSO           | SEMAFORO VERDE           | SEMAFORO VERDE        | SEMAFORO VERDE        | SEMAFORO VERDE        | SEMAFORO ROSSO         | SEMAFORO ROSSO         | SEMAFORO ROSSO         | SEMAFORO ROSSO                                   | SEMAFORO VERDE                                   | SEMAFORO VERDE                                   | SEMAFORO VERDE | SEMAFORO VERDE | SEMAFORO ROSSO | SEMAFORO ROSSO | SEMAFORO ROSSO | SEMAFORO ROSSO |  |

I 12 nomi dei ragazzi scelti per il Serale sono stati suddivisi equamente in due squadre in questo modo:
Squadra Bianca 
- VIRGINIO
- ANTONIO
- ANTONELLA
- VITO
- RICCARDO
- GIULIA

Squadra Blu 
- ANNALISA
- DIANA
- FRANCESCA
- DEBORA
- DENNY
- COSTANTINO

Non sono passati i cantanti Giorgia Urrico e Andrea Vigentini e il ballerino Andrea Condorelli.

### Andamento della classifica per numero di stelle
Legenda:

     1º Classificato per categoria/Accede al serale
     New Entry
     Ritirato
     Rischio di eliminazione pre-serale
     Già al serale
★ (Stelle)
CLASSIFICA GENERALE:
| 1º  | Annalisa (41★)  | Annalisa (70★)      | Annalisa (110★)  | Annalisa (160★)  | Annalisa   | Annalisa   |
| 2º  | Debora (34★)    | Costantino (55★) NE | Debora (86★)     | Debora (120★)    | Debora     | Debora     |
| 3º  | Antonella (23★) | Antonella (54★)     | Antonella (71★)  | Antonella (110★) | Antonella  | Antonella  |
| 4º  | Vito (23★)      | Debora (40★)        | Giulia (68★)     | Denny (95★)      | Denny      | Denny      |
| 5º  | Giulia (18★)    | Riccardo (36★)      | Costantino (67★) | Costantino (92★) | Costantino | Costantino |
| 6º  | Andrea (16★)    | Denny (32★) NE      | Riccardo (56★)   | Riccardo (90★)   | Riccardo   | Riccardo   |
| 7º  | Virginio (14★)  | Virginio (32★)      | Denny (56★)      | Giulia (85★)     | Giulia     | Giulia     |
| 8º  | Diana (13★)     | Vito (31★)          | Diana (54★)      | Diana (83★)      | Diana      | Diana      |
| 9º  | Giorgia (9★)    | Giulia (30★)        | Francesca (52★)  | Francesca (82★)  | Francesca  | Francesca  |
| 10º | Francesca (8★)  | Gabriella(28★)      | Virginio (44★)   | Virginio (69★)   | Virginio   | Vito       |
| 11º | Riccardo (8★)   | Andrea (24★)        | Andrea (39★)     | Vito (55★)       | Vito       | Virginio   |
| 12º | Gabriella (7★)  | Antonio (24★)       | Vito (37★)       | Antonio (49★)    | Andrea     | Antonio    |
| 13º | Antonio (4★)    | Francesca (23★)     | Antonio (34★)    | Andrea (49★)     | Giorgia    | Andrea C.  |
| 14º | Arnaldo (4★)    | Diana (20★)         | Gabriella (30★)  | Giorgia (48★)    | Antonio    | Andrea V.  |
| 15º |                 | Giorgia (11★)       | Giorgia (24★)    | Arnaldo (38★)    | Andrea V.  | Giorgia    |
| 16º |                 | Arnaldo (6★)        | Andrea V. (17★)  | Andrea V. (36★)  | Arnaldo    | Arnaldo    |
| 17º |                 | Andrea V. (6★) NE   | Arnaldo (17★)    |                  |            |            |

'*' Posizione inserita in base all'ordine in cui sono passati

## Episodi di particolare rilievo
1. Per la prima volta in un'edizione di "Amici" ci sono due concorrenti da poco maggiorenni: Antonio Mungari e Francesca Nicoli'
2. Durante il pomeriggio del 19 ottobre 2010, la concorrente Francesca Nicoli, davanti alle concorrenti Diana Del Bufalo e Annalisa Scarrone, ha insultato pesantemente il comportamento di Luca Jurman nei suoi confronti e i metodi di studio da parte della sua insegnante Maria Grazia Fontana. Per metodi disciplinari, la sua permanenza all'interno della trasmissione è stata messa seriamente a rischio, e ha dovuto sfidare l'aspirante Manuela De Sarro, vincendola nella puntata del 23 ottobre. Per punizione ha dovuto studiare a memoria i canti della Divina Commedia.

## Ascolti
| Puntata                                   | Messa in onda    | Telespettatori | Share  |
| ----------------------------------------- | ---------------- | -------------- | ------ |
| 1                                         | 2 ottobre 2010   | 3 822 000      | 24,81% |
| 2                                         | 9 ottobre 2010   | 3 655 000      | 24,04% |
| 3                                         | 16 ottobre 2010  | 3 730 000      | 22,74% |
| 4                                         | 23 ottobre 2010  | 3 633 000      | 22,28% |
| 5                                         | 30 ottobre 2010  | 3 788 000      | 25,01% |
| 6                                         | 6 novembre 2010  | 3 961 000      | 25,37% |
| 7                                         | 13 novembre 2010 | 3 575 000      | 21,42% |
| 8                                         | 20 novembre 2010 | 3 937 000      | 23,14% |
| 9                                         | 27 novembre 2010 | 3 904 000      | 23,53% |
| 10                                        | 4 dicembre 2010  | 3 192 000      | 19,97% |
| 11                                        | 11 dicembre 2010 | 3 013 000      | 20,08% |
| 12                                        | 18 dicembre 2010 | 3 474 000      | 21,26% |
| 13                                        | 1º gennaio 2011  | 2 346 000      | 14,22% |
| Media                                     | Media            | 3 541 000      | 22,14% |
| Speciali del pomeriggio durante il Serale |                  |                |        |
| 1                                         | 8 gennaio 2011   | 3 135 000      | 19,75% |
| 2                                         | 15 gennaio 2011  | 3 282 000      | 20,62% |
| 3                                         | 22 gennaio 2011  | 3 439 000      | 19,82% |
| 4                                         | 29 gennaio 2011  | 3 718 000      | 20,99% |
| 5                                         | 5 febbraio 2011  | 3 468 000      | 21,03% |
| 6                                         | 12 febbraio 2011 | 3 290 000      | 20,11% |
| 7                                         | 19 febbraio 2011 | 3 376 000      | 21,19% |
| 8                                         | 26 febbraio 2011 | 3 655 000      | 21,63% |
| Media Speciali                            | Media Speciali   | 3 420 000      | 20,64% |
| I 5 Finalisti di Amici                    | 5 marzo 2011     | 3 297 000      | 19,14% |

### Ascolti giornalieri
In questa tabella sono indicati i risultati in termini di ascolto della striscia quotidiana andata in onda dal lunedì al venerdì su Canale 5 dalle 16:15 alle 16:50.

| Canale 5          | Settimana 1    | Settimana 2    | Settimana 3    | Settimana 4    | Settimana 5        | Settimana 6    | Settimana 7    | Settimana 8    | Settimana 9    | Settimana 10       | Settimana 11   | Settimana 12       | Settimana 13       |
| ----------------- | -------------- | -------------- | -------------- | -------------- | ------------------ | -------------- | -------------- | -------------- | -------------- | ------------------ | -------------- | ------------------ | ------------------ |
| Lunedì            | 2.201m 22,01%  | 1 539m 16 32%  | 1 756m 17,08%  | 1 994m 17,22%  | non andato in onda | 1 594m 15,24%  | 1 883m 17,73%  | 1 914m 17,89%  | 1 941m 18,88%  | 1 615m 14,82%      | 1 713m 16,70%  | 1 961m 18,45%      | 2 426m 18,00%      |
| Martedì           | 1 553m 17,18%  | 2 015m 23,05%  | 1 647m 17,58%  | 1 889m 18,53%  | 1 876m 17,36%      | 1 812m 17,28%  | 1 665m 15,56%  | 1 918m 17,53%  | 1 909m 17,65%  | 1 670m 16,43%      | 1 865m 16,71%  | 1 507m 15,33%      | 2 262m 15,71%      |
| Mercoledì         | 1 613m 19,67%  | 1 689m 17,87%  | 1 736m 19,54%  | 1 695m 17,46%  | 1 611m 17,51%      | 1 563m 15,77%  | 1 452m 14,52%  | 1 898m 18,26%  | 1 792m 15,82%  | non andato in onda | 1 778m 15,33%  | 1 834m 17,65%      | 1 984m 15,24%      |
| Giovedì           | 1 356m 15,61%  | 1 764m 20,40%  | 1 511m 16,85%  | 1 431m 16,22%  | 1 387m 15,64%      | 1 626m 16,97%  | 1 990m 18,29%  | 1 471m 14,81%  | 1 530m 15,73%  | 1 668m 17,24%      | 1 556m 15,15%  | non andato in onda | 1 827m 13,97%      |
| Venerdì           | 1 467m 15,80%  | 1 602m 17,71%  | 1 589m 17,03%  | 1 293m 14,87%  | 1 324m 14,56%      | 1 561m 16,37%  | 1 890m 18,44%  | ? ???m ??,??%  | 1 728m 17,39%  | 1 812m 19,15%      | 1 752m 14,97%  | non andato in onda | non andato in onda |
| Domenica          | non va in onda | non va in onda | non va in onda | non va in onda | non va in onda     | non va in onda | non va in onda | non va in onda | non va in onda | non va in onda     | non va in onda | non va in onda     | non va in onda     |
| Media Settimanale | 1 638m 18,05%  | 1 722m 19,07%  | 1 648m 17,62%  | 1 660m 16,86%  | 1 550m 16,27%      | 1 631m 16,33%  | 1 757m 16,68%  | 1 800m 17,12%  | 1 780m 17,09%  | 1 691m 16,91%      | 1 733m 16,04%  | 1 767m 17,14%      | 2 125m 15,73%      |
| Media             | 1 731m 17,00%  | 1 731m 17,00%  | 1 731m 17,00%  | 1 731m 17,00%  | 1 731m 17,00%      | 1 731m 17,00%  | 1 731m 17,00%  | 1 731m 17,00%  | 1 731m 17,00%  | 1 731m 17,00%      | 1 731m 17,00%  | 1 731m 17,00%      | 1 731m 17,00%      |

## La sigla
La sigla è Ti vorrei di Pierdavide Carone dal 2 ottobre 2010 al 1 gennaio 2011.